# Đền Bà Hải
Đền Bà Hải, còn gọi là đền Hải Khẩu, đền Chế Thắng phu nhân, là một ngôi đền cổ ở thôn Hải Khẩu, xã Kỳ Ninh, huyện Kỳ Anh, tỉnh Hà Tĩnh. Đền thờ bà Nguyễn Thị Bích Châu, cung phi vua Trần Duệ Tông, một người phụ nữ tài sắc vẹn toàn.

## Kiến trúc
Đền được xây dựng trên bãi đất pha cát biển rộng khoảng 4.500m², quay về hướng Đông Nam. Bên phải là cửa Khẩu và núi Cao Vọng, bên trái là núi Ô Tôn, trước mặt là bãi biển Vũng Áng, sau lưng là núi Bàn Độ. Lúc đầu kết cấu đền chỉ có tiền miếu hậu lăng. Năm 1470 trong lần đem quân đi đánh Chiêm Thành giành chiến thắng trở về vua Lê Thánh Tông cho quân dừng lại nơi đây và sai người chặt gỗ, gọt đá xây dựng ba toà điện thờ bà và sắc phong cho bà là: "Chế Thắng phu nhân"
Kiến trúc khu đền ngày nay bao gồm hai khu vực: Khu công trình phụ gồm cổng phụ, đường đi, cổng chính và nhà quan tả; Khu công trình chính gồm Hạ điện, Trung điện và Thượng điện nhà tiếp khách, nhà sắc và khu hành lang. Ba toà điện Hạ điện, Trung điện, Thượng điện và nhà dâng hương là hệ thống nối liền khép kín với nhau kiến trúc theo kiểu chữ Công (工). Phía sau Thượng điện tương truyền có mộ của bà Quý phi Nguyễn Thị Bích Châu.